# Can Dündar
Can Dündar (pronunciació turca: [d͡ʒun dyn'daɾ], nascut a Ankara, el 16 de juny del 1961) és un periodista turc, columnista i documentalista. Director del diari de centreesquerra Cumhuriyet va ser detingut el novembre del 2015 i condemnat a cinc anys de presó després que el seu diari publiqués les imatges d'un enviament d'armes per part del govern d'Erdogan a l'Estat Islàmic de Síria, el gener del 2014, escortat per agents del servei secret turc. Una de les personalitats més conegudes als mitjans turcs, Dündar ha escrit per diversos diaris, ha produït molts programes per a la televisió estatal TRT i per a diverses cadenes privades, inclòs CNN Türk i NTV, i ha publicat més de 20 llibres.
Segons Dündar, «el principal objectiu del govern turc era aturar el projecte de construcció d'estat kurd a Rojava, i van creure que ho aconseguirien si donaven suport als gihadistes que lluiten contra el poble kurd».

## Biografia
Dündar va estudiar periodisme a la Universitat d'Ankara i es va graduar el 1982. Va continuar la seva formació a l'Escola de Periodisme de Londres el 1986. Es va graduar el 1988 i es va doctorar el 1996 en Ciències Polítiques a la Universitat Tècnica de Mitjà Orient d'Ankara. En l'actualitat viu exiliat a Alemanya.

### Conflicte amb el govern i detenció 2015
Després de ser columnista per Milliyet durant molts anys, Dündar va ser acomiadiat l'agost 2013 per "escriure massa bruscament" sobre les protestes a Gezi i els desenvolupaments a Egipte, tal com el propietari del mateix diari, Erdoğan Demirören, va dir. Dündar va recordar "Em van dir que: "en aquest diari no desitgem veure articles que desagraden el Primer Ministre. Tot els desagrada, i quan els desagradem, venen per nosaltres”.
Després, va anar a escriure pel diari centreesquerra Cumhuriyet, i el 8 de febrer del 2015 va ser nomenat el nou director. Al novembre, Cumhuriyet va rebre el premi 2015 Reporters sense Fronteres pel seu "periodisme independent i valent".
Poc després, Dündar i el director de l'oficina d'Ankara de Cumhuriyet, Erdem Gül, van ser detinguts i acusats de ser membres d'una organització terrorista, d'espionatge i de revelar documents confidencials, amb sentències fins a reclusió perpètua. Les investigacions havien començat al maig, després que el diari publiqués fotos d'un transport d'armes a Síria en camions de l'organització nacional d'intel·ligència, i donant camí a l'escàndol dels Camions del MIT. Al juny 2015 el president turc Erdoğan havia focalitzat públicament al Dündar, dient: "L'individu qui va reportar això com una notícia exclusiva pagarà un preu molt fort". A la presó, Dündar no va poder tenir llapis de color, com era el seu desig per dibuixar, però va fer els seus propis colors esprement fruites en la seva cel·la, rebutjant la prohibició de l'ús de colors i enviant els seus dibuixos a fora, clandestinament, perquè "volia demostrar que el color existeix fins i tot als llocs més foscs".

### Intent d'assassinat, sentència condemnatòria i exili
El 25 de febrer del 2016 el Tribunal Constitucional Turc va decidir que la presó preventiva de Dündar i Gül no va ser constitucional i els dos van ser alliberats l'endemà, després de tres mesos de detenció preventiva.
El judici va començar el 25 de març de 2016. El 6 de maig de 2016, hi va haver un intent d'assassinat vist per diversos periodistes, davant del jutjat a Istanbul, on Dündar havia tot just acabat de defendre's contra l'acusació de traïció. L'agressor va ser retingut per l'esposa de Dündar i per Muharrem Erkek, membre del parlament, abans que no pogués fer més de dos trets de la seva arma. Dündar no va patir cap lesió, però un altre periodista va ser ferit a la cama. L'agressor va estar detingut per policies de paisà. El mateix dia, Dündar va ser condemnat a 5 anys i 10 mesos de presó per "revelar informació secreta d'Estat. Dündar va presentar recurs, i el Tribunal va aixecar la prohibició que sortís del país.
Es va traslladar a Alemanya al Juny de 2016. A l'agost, va deixar el càrrec de director de Cumhuriyet i va anunciar que continuaria com a columnista al diari. Una ordre de detenció in absentia va ser dictada a Turquia el 31 d'octubre del 2016. El Tribunal més alt de Turquia va anul·lar la sentència el 9 de març del 2018, per ser massa suau.
El gener de 2021, fou una de les 50 personalitats que signar el manifest «Dialogue for Catalonia», promogut per Òmnium Cultural i publicat a The Washington Post i The Guardian, a favor de l'amnistia dels presos polítics catalans i del dret d'autodeterminació en el context del procés independentista català. Els signants lamentaren la judicialització del conflicte polític català i conclogueren que aquesta via, lluny de resoldre'l, l'agreuja: «ha comportat una repressió creixent i cap solució». Alhora, feren una crida al «diàleg sense condicions» de les parts «que permeti a la ciutadania de Catalunya decidir el seu futur polític» i exigiren la fi de la repressió i l'amnistia per als represaliats.

## Obra publicada
- Hayata ve Siyasete Dair (About Life and Politics)),
- Yağmurdan Sonra (After the Rain),
- Ergenekon. The first book on Ergenekon.
- Yarim Haziran (My Love June),
- Benım Gençliğim (My youth),
- Köy Enstitüleri (Village Institutions),
- Yaveri Atatürk'ü Anlatıyor (Atatürk's assistant talks about him),
- Nereye? (Where to?),
- Uzaklar (Far away places),
- Yükselen Deniz (Rising Sea),
- Savaşta Ne Yaptın Baba? (What did you do in the war, father?),
- Büyülü Fener (Magic Lantern),
- Bir Yaşam İksiri (A life potion),
- Mustafa Kemal Aramızda (Mustafa Kemal is Among Us),
- Yıldızlar (The stars),
- Demirkırat,
- Sarı Zeybek (Yellow zeybek),
- Gölgedekiler (The ones in the shadow)
- İlk Türk Hititologu: Sedat Alp, (First Turkish hittitologue: Sedat Alp)
- Kırmızı Bisiklet (Red bike),
- Nazım,
- Karaoğlan (Black boy),
- Vehbi Koç,
- İsmet Paşa,
- Yüzyılın Aşkları (The loves of the century),
- Yakamdaki Yüzler (The faces on my collar),
- Ben Böyle Veda Etmeliyim (I should say goodbye like that),
- Tutuklandık (We got arrested). Publicat en castellà per Descontrol.

## Premis i distincions
- 2015 Premi Reporters Sense Fronteres
- 2016 Finalista al Premi Sàkharov per la Llibertat de Consciència
- 2016 Premi per a la Llibertat i el Futur dels Mitjans atorgat pel European Centre for Press and Media Freedom (ECPMF) compartit amb el redactor cap del diari Cumhuriyet Erdem Gül.
- 2017 Best European Journalist of the Year, Prix Europa